# Усерамон
Усерамон (также Усер; егип. Jmn wsr — Властительный Амон) — древнеегипетский визирь при фараонах Хатшепсут и Тутмосе III из XVIII династии. Носил титулы «градоначальник Города» (то есть Фив), «Визирь», и «Принц».

## Происхождение
Усерамон происходил из очень влиятельной семьи и был сыном визиря Аамету по прозвищу Яхмос, который служил в правление Тутмоса II и в начале совместного правления Хатшепсут и Тутмоса III. Мать Усерамона звали Та-аамету, а жену — Тьюйю. У супругов, что следует из данных из их гробницы, были дочери: две Яхмос, Амонемвесхет, Амонемхеб, Бакет (певица Амона), сыновья Са-Менхет (Писец сокровищ Амона), Меримаат (Второй жрец Амона), Аменемхет (Wab-жрец), Мери (Wab-жрец), Усерхат (без титула). Бакет стала женой Амонемхета из TT82.
Многие в семье Усерамона служили визирями: отец Аамету, брат Нефервебен, племянник Рехмира.

## Визирь
Усерамон наследовал пост визиря от отца на 9 год правления Хатшепсут (это 5 год правления Тутмоса III) и занимал должность в течение 20 лет. Положение визиря делало Усерамона вторым после фараона. Должность предполагала ответственность за ежедневные государственные мероприятия.
По неизвестным причинам пост Усерамона наследовал племянник Рехмира, а не многочисленные сыновья.

## Гробницы
У Усерамона было две скальные гробницы в Фивах, оконченных на 28-й год правления Тутмоса III (ок. 1476 год до н. э.).
В гробнице TT61 упоминаются его родители, жена и дети.
Гробница TT131 также принадлежит Усерамону (здесь назван Усер). Престарелый его отец — визирь Аменту изображён с камергером, придворными и Усерамоном, показанным писцом Тутмоса III. Также тексты называют Усера совизирем.
В этой гробнице в верхнем регистре изображены эгейцы с дарами. Также здесь представлено «Наставление визиря», которое Усерамону как визирю даёт его отец Аамету.
Ложная дверь из красного гранита из гробницы Усерамона и жены Тьюйю обнаружена в Карнаке.